# Adrien Barrère
Adrien Barrère, křtěný Adrien Baneux (13. listopadu 1874 Paříž – 19. května 1931 Paříž), byl francouzský malíř a tvůrce plakátů, který působil v Paříži během období Belle Époque.

## Životopis
Po studiu práv a medicíny se věnoval tvorbě ilustrací a zejména karikatur. Také navrhl velké množství plakátů pro pařížská divadla jako např. Grand Guignol. Nesmírně populárním se stala jeho karikatura Pařížské lékařské fakulty. Originál (72 × 116 cm) se nachází na Univerzitě v Rouenu. Později vzniklo mnoho kopií – vytištěno jich bylo 420 000, protože žádný ze studentů nemohl bez té své odejít.
Zvláště úspěšná byla jeho spolupráce s filmovou produkční společností Pathé, včetně slavného plakátu s názvem Tous y mènent leurs enfants (Všichni tam vodí své děti). V roce 1912 ho podnikový časopis Le Courrier Cinématographique označil za „muže Pathé a autora více než dvou set plakátů vytvořených s nespoutanou vervou a fantazií”.
Barrère zachycoval a karikoval umělce pařížské scény, přičemž zvolil laskavější přístup než Toulouse-Lautrec.

## Galerie

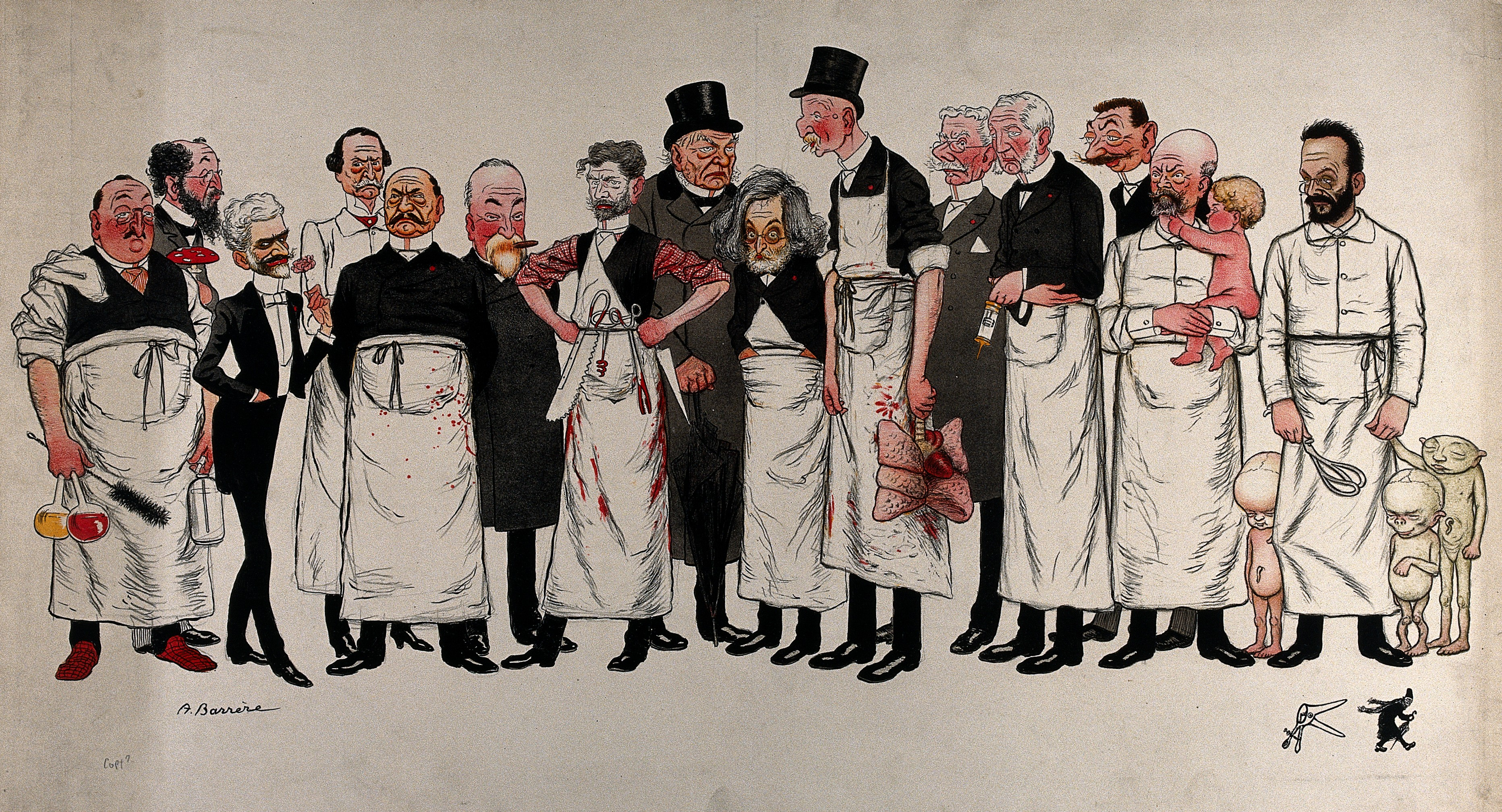
Členové Pařížské lékařské fakulty (1904)
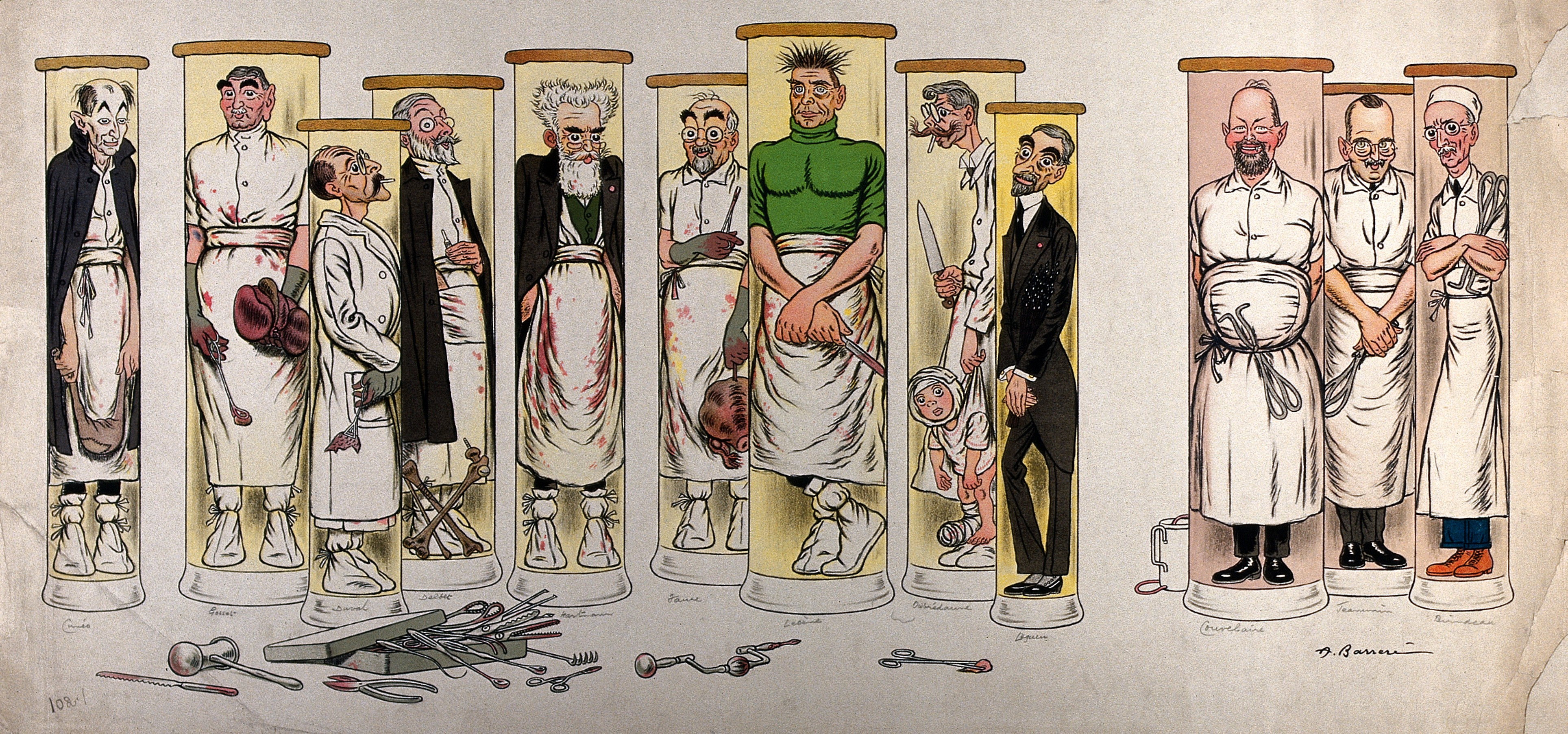
Francouzští chirurgové a porodníci zobrazení jako patologické vzorky
Plakát pro Grand Guignol (1928)
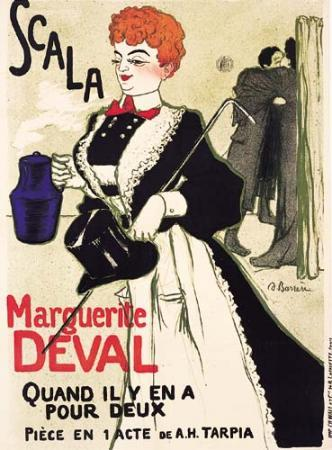
Plakát Marguerite Deval v divadle Scala
Plakát pro rybářský svaz
Plakát na revue Folies-Bergère (1902)
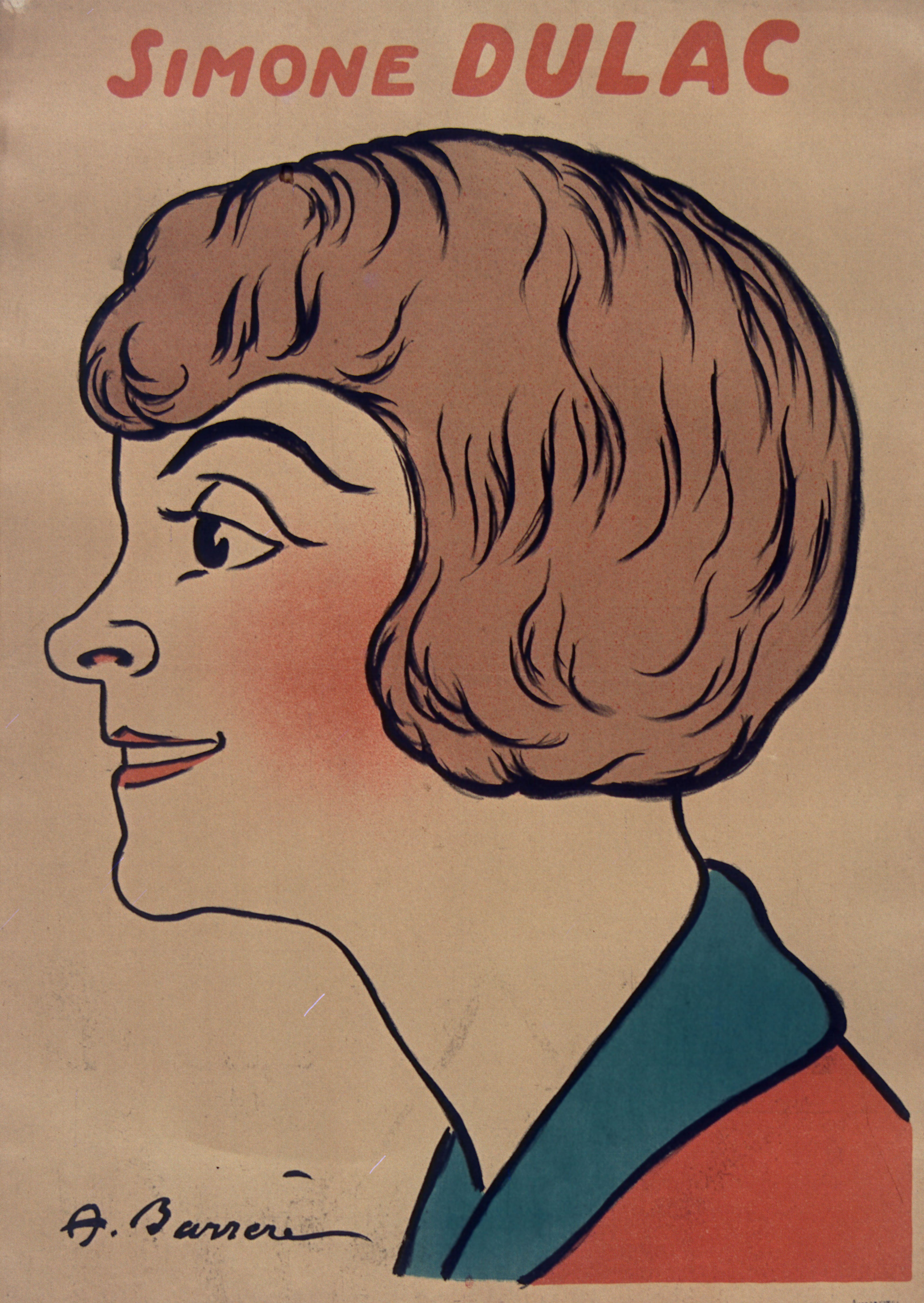
Simone Dulac (cca 1900)
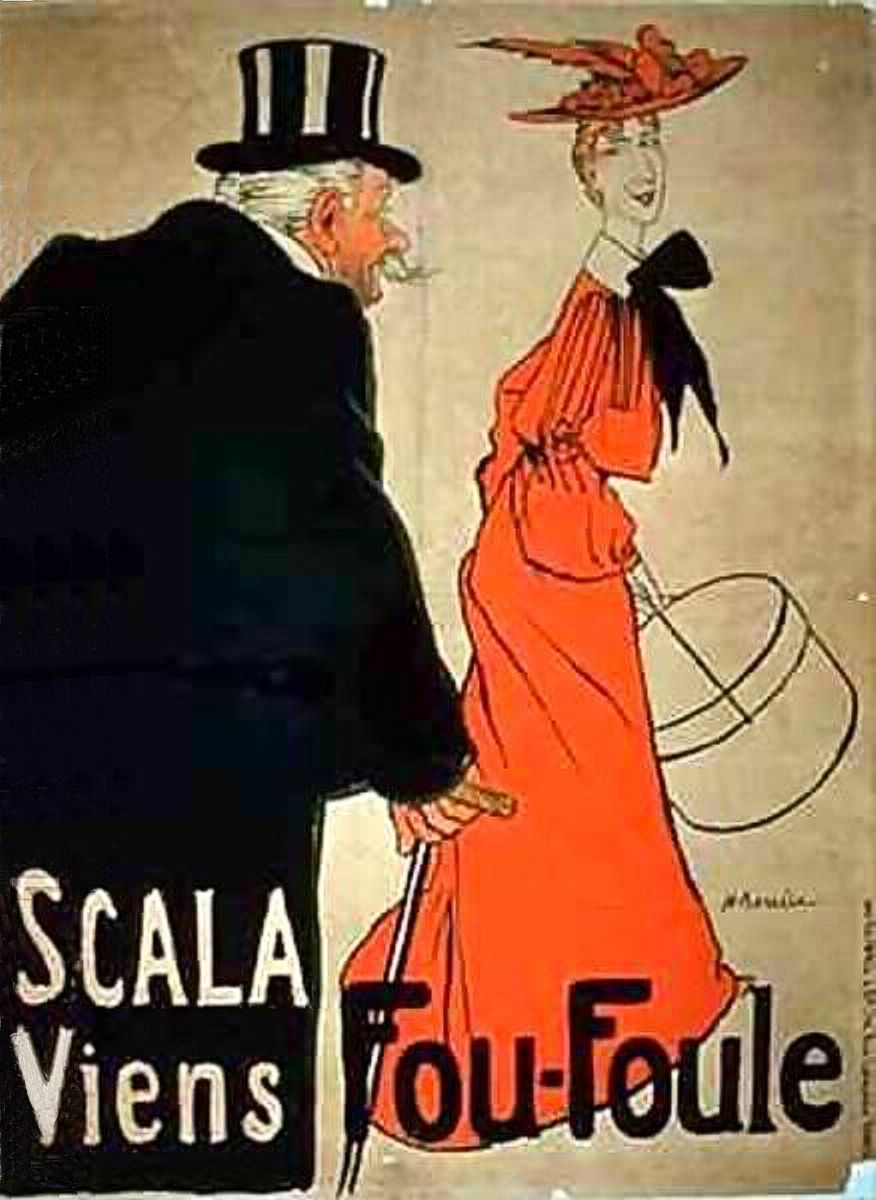
Plakát Scala Viens Fou-Foule
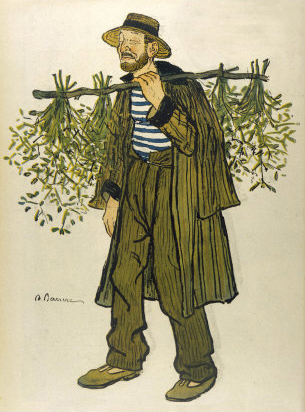
Prodejce jmelí